# Indywidualne mistrzostwa świata w brydżu sportowym
Indywidualne mistrzostwa świata w brydżu sportowym (World Masters Individual) – indywidualne mistrzostwa świata w brydżu sportowym rozgrywane w latach 1992–2008 w kategoriach open i kobiet. W roku 2000 rozegrano też zawody w kategorii juniorów.
Zawodnicy na te zawody byli zapraszani.

## Podsumowanie medalowe
Poniższa tabela pokazuje zdobycze medalowe poszczególnych krajów zarówno w poszczególnych kategoriach jak i w sumie dla wszystkich kategorii.
Po najechaniu kursorem nad liczbę medali wyświetli się wykaz zawodów (On – Open, Wn – Kobiety, Jn – Juniorzy), na których te medale zostały zdobyte. Naciskając strzałkę w kolumnie ze złotymi medalami można uporządkować listę według zdobyczy medalowych dowolnej kategorii.
| Podsumowanie medalowe (Stan na 20 lutego 2013) | Podsumowanie medalowe (Stan na 20 lutego 2013) | Podsumowanie medalowe (Stan na 20 lutego 2013) | Podsumowanie medalowe (Stan na 20 lutego 2013) | Podsumowanie medalowe (Stan na 20 lutego 2013) | Podsumowanie medalowe (Stan na 20 lutego 2013) | Podsumowanie medalowe (Stan na 20 lutego 2013) | Podsumowanie medalowe (Stan na 20 lutego 2013) | Podsumowanie medalowe (Stan na 20 lutego 2013) | Podsumowanie medalowe (Stan na 20 lutego 2013) | Podsumowanie medalowe (Stan na 20 lutego 2013) | Podsumowanie medalowe (Stan na 20 lutego 2013) | Podsumowanie medalowe (Stan na 20 lutego 2013) | Podsumowanie medalowe (Stan na 20 lutego 2013) | Podsumowanie medalowe (Stan na 20 lutego 2013) | Podsumowanie medalowe (Stan na 20 lutego 2013) |
| Kategoria                                      | Kategoria                                      | Open                                           | Open                                           | Open                                           | Kobiety                                        | Kobiety                                        | Kobiety                                        | Juniorzy                                       | Juniorzy                                       | Juniorzy                                       | Razem                                          | Razem                                          | Razem                                          | Kategoria                                      | Kategoria                                      |
| F                                              | Kraj                                           | Złotych                                        | Srebrnych                                      | Brązowych                                      | Złotych                                        | Srebrnych                                      | Brązowych                                      | Złotych                                        | Srebrnych                                      | Brązowych                                      | Złotych                                        | Srebrnych                                      | Brązowych                                      | F                                              | Kraj                                           |
| ---------------------------------------------- | ---------------------------------------------- | ---------------------------------------------- | ---------------------------------------------- | ---------------------------------------------- | ---------------------------------------------- | ---------------------------------------------- | ---------------------------------------------- | ---------------------------------------------- | ---------------------------------------------- | ---------------------------------------------- | ---------------------------------------------- | ---------------------------------------------- | ---------------------------------------------- | ---------------------------------------------- | ---------------------------------------------- |
| Anglia                                         | Anglia                                         | _00_01_01_Anglia                               | 1                                              | 1                                              | 1                                              |                                                | 3                                              | _00_00_00_Anglia                               |                                                |                                                | 1                                              | 1                                              | 4                                              | Anglia                                         | Anglia                                         |
| Austria                                        | Austria                                        | _00_01_00_Austria                              | 1                                              |                                                | 1                                              |                                                |                                                | _00_01_00_Austria                              | 1                                              |                                                | 1                                              | 2                                              |                                                | Austria                                        | Austria                                        |
|                                                | Chiny                                          | _00_00_00_Chiny                                |                                                |                                                | _00_00_01_Chiny                                |                                                | 1                                              | _00_00_00_Chiny                                |                                                |                                                | _00_00_01_Chiny                                |                                                | 1                                              |                                                | Chiny                                          |
| Dania                                          | Dania                                          | _00_00_01_Dania                                |                                                | 1                                              | _00_00_00_Dania                                |                                                |                                                | _00_00_00_Dania                                |                                                |                                                | _00_00_01_Dania                                |                                                | 1                                              | Dania                                          | Dania                                          |
| Francja                                        | Francja                                        | 1                                              | 2                                              | 1                                              | 2                                              | 5                                              | 1                                              | _00_00_00_Francja                              |                                                |                                                | 3                                              | 7                                              | 2                                              | Francja                                        | Francja                                        |
| Grecja                                         | Grecja                                         | _00_00_00_Grecja                               |                                                |                                                | _00_00_00_Grecja                               |                                                |                                                | 1                                              |                                                |                                                | 1                                              |                                                |                                                | Grecja                                         | Grecja                                         |
| Holandia                                       | Holandia                                       | _00_00_01_Holandia                             |                                                | 1                                              | _00_00_02_Holandia                             |                                                | 2                                              | _00_00_00_Holandia                             |                                                |                                                | _00_00_03_Holandia                             |                                                | 3                                              | Holandia                                       | Holandia                                       |
| Hongkong                                       | Hongkong                                       | _00_00_00_Hongkong                             |                                                |                                                | _00_00_00_Hongkong                             |                                                |                                                | _00_00_01_Hongkong                             |                                                | 1                                              | _00_00_01_Hongkong                             |                                                | 1                                              | Hongkong                                       | Hongkong                                       |
| Islandia                                       | Islandia                                       | 1                                              |                                                |                                                | _00_00_00_Islandia                             |                                                |                                                | _00_00_00_Islandia                             |                                                |                                                | 1                                              |                                                |                                                | Islandia                                       | Islandia                                       |
| Izrael                                         | Izrael                                         | _00_00_00_Izrael                               |                                                |                                                | 1                                              |                                                |                                                | _00_00_00_Izrael                               |                                                |                                                | 1                                              |                                                |                                                | Izrael                                         | Izrael                                         |
| Norwegia                                       | Norwegia                                       | 2                                              | 1                                              |                                                | _00_00_00_Norwegia                             |                                                |                                                | _00_00_00_Norwegia                             |                                                |                                                | 2                                              | 1                                              |                                                | Norwegia                                       | Norwegia                                       |
| Polska                                         | Polska                                         | 1                                              | 2                                              |                                                | _00_00_00_Polska                               |                                                |                                                | _00_00_00_Polska                               |                                                |                                                | 1                                              | 2                                              |                                                | Polska                                         | Polska                                         |
| Rosja                                          | Rosja                                          | _00_00_02_Rosja                                |                                                | 2                                              | _00_00_00_Rosja                                |                                                |                                                | _00_00_00_Rosja                                |                                                |                                                | _00_00_02_Rosja                                |                                                | 2                                              | Rosja                                          | Rosja                                          |
| Szwecja                                        | Szwecja                                        | _00_00_00_Szwecja                              |                                                |                                                | 1                                              | 1                                              |                                                | _00_00_00_Szwecja                              |                                                |                                                | 1                                              | 1                                              |                                                | Szwecja                                        | Szwecja                                        |
| Stany Zjednoczone                              | USA                                            | _00_00_01_USA                                  |                                                | 1                                              | 1                                              | 1                                              |                                                | _00_00_00_USA                                  |                                                |                                                | 1                                              | 1                                              | 1                                              | Stany Zjednoczone                              | USA                                            |
| Włochy                                         | Włochy                                         | 2                                              |                                                |                                                | _00_00_00_Włochy                               |                                                |                                                | _00_00_00_Włochy                               |                                                |                                                | 2                                              |                                                |                                                | Włochy                                         | Włochy                                         |
| Razem                                          | Razem                                          | 7                                              | 7                                              | 7                                              | 7                                              | 7                                              | 7                                              | 1                                              | 1                                              | 1                                              | 15                                             | 15                                             | 15                                             | Razem                                          | Razem                                          |

## Wyniki w poszczególnych kategoriach
| Kategoria Open | Kategoria Open                                          | Kategoria Open                                          |
| Lp             | M                                                       | Zawodnik                                                |
| -------------- | ------------------------------------------------------- | ------------------------------------------------------- |
| 7:             | 2008, 3–18 października, Pekin, (Chiny), 36 zawodników  | 2008, 3–18 października, Pekin, (Chiny), 36 zawodników  |
| 7:             | 1                                                       | Tor Helness                                             |
| 7:             | 2                                                       | Geir Helgemo                                            |
| 7:             | 3                                                       | Andriej Gromow                                          |
| 6:             | 2004, 8–10 września, Werona, (Włochy), 52 zawodników    | 2004, 8–10 września, Werona, (Włochy), 52 zawodników    |
| 6:             | 1                                                       | Norberto Bocchi                                         |
| 6:             | 2                                                       | Andrew Robson                                           |
| 6:             | 3                                                       | Jens Auken                                              |
| 5:             | 2000, 13–15 kwietnia, Ateny, (Grecja), 52 zawodników    | 2000, 13–15 kwietnia, Ateny, (Grecja), 52 zawodników    |
| 5:             | 1                                                       | Antonio Sementa                                         |
| 5:             | 2                                                       | Piotr Gawryś                                            |
| 5:             | 3                                                       | Andriej Gromow                                          |
| 4:             | 1998, 17–19 kwietnia, Ajaccio, (Francja), 52 zawodników | 1998, 17–19 kwietnia, Ajaccio, (Francja), 52 zawodników |
| 4:             | 1                                                       | Paul Chemla                                             |
| 4:             | 2                                                       | Apolinary Kowalski                                      |
| 4:             | 3                                                       | Andrew Robson                                           |
| 3:             | 1996, 1–3 maja, Paryż, (Francja), 52 zawodników         | 1996, 1–3 maja, Paryż, (Francja), 52 zawodników         |
| 3:             | 1                                                       | Geir Helgemo                                            |
| 3:             | 2                                                       | Franck Multon                                           |
| 3:             | 3                                                       | Bobby Wolf                                              |
| 2:             | 1994, 27–29 maja, Paryż, (Francja), 52 zawodników       | 1994, 27–29 maja, Paryż, (Francja), 52 zawodników       |
| 2:             | 1                                                       | Jon Baldursson                                          |
| 2:             | 2                                                       | Christian Mari                                          |
| 2:             | 3                                                       | Jan B. Westerhof                                        |
| 1:             | 1992, 13–15 maja, Paryż, (Francja), 25 zawodników       | 1992, 13–15 maja, Paryż, (Francja), 25 zawodników       |
| 1:             | 1                                                       | Piotr Gawryś                                            |
| 1:             | 2                                                       | Jan Fucik                                               |
| 1:             | 3                                                       | Alain Levy                                              |

| Kategoria Kobiet | Kategoria Kobiet                                         | Kategoria Kobiet                                         |
| Lp               | M                                                        | Zawodniczka                                              |
| ---------------- | -------------------------------------------------------- | -------------------------------------------------------- |
| 7:               | 2008, 3–18 października, Pekin, (Chiny), 24 zawodniczki  | 2008, 3–18 października, Pekin, (Chiny), 24 zawodniczki  |
| 7:               | 1                                                        | Catarina Midskog                                         |
| 7:               | 2                                                        | Anne-Fréderique Lévy                                     |
| 7:               | 3                                                        | Yan Ru                                                   |
| 6:               | 2004, 8–10 września, Werona, (Włochy), 28 zawodniczek    | 2004, 8–10 września, Werona, (Włochy), 28 zawodniczek    |
| 6:               | 1                                                        | Tobi Sokolow                                             |
| 6:               | 2                                                        | Bénédicte Cronier                                        |
| 6:               | 3                                                        | Nicola Smith                                             |
| 5:               | 2000, 13–15 kwietnia, Ateny, (Grecja), 28 zawodniczek    | 2000, 13–15 kwietnia, Ateny, (Grecja), 28 zawodniczek    |
| 5:               | 1                                                        | Bénédicte Cronier                                        |
| 5:               | 2                                                        | Jill Meyers                                              |
| 5:               | 3                                                        | Martine Verbeek                                          |
| 4:               | 1998, 17–19 kwietnia, Ajaccio, (Francja), 28 zawodniczek | 1998, 17–19 kwietnia, Ajaccio, (Francja), 28 zawodniczek |
| 4:               | 1                                                        | Migry Albu                                               |
| 4:               | 2                                                        | Véronique Bessis                                         |
| 4:               | 3                                                        | Sandra Landy                                             |
| 3:               | 1996, 1–3 maja, Paryż, (Francja), 28 zawodniczek         | 1996, 1–3 maja, Paryż, (Francja), 28 zawodniczek         |
| 3:               | 1                                                        | Elisabeth Delor                                          |
| 3:               | 2                                                        | Bénédicte Cronier                                        |
| 3:               | 3                                                        | Marijke van der Pas                                      |
| 2:               | 1994, 27–29 maja, Paryż, (Francja), 28 zawodniczek       | 1994, 27–29 maja, Paryż, (Francja), 28 zawodniczek       |
| 2:               | 1                                                        | Nicola Smith                                             |
| 2:               | 2                                                        | Pyttsi Borgesson                                         |
| 2:               | 3                                                        | Bénédicte Cronier                                        |
| 1:               | 1992, 13–15 maja, Paryż, (Francja), 15 zawodniczek       | 1992, 13–15 maja, Paryż, (Francja), 15 zawodniczek       |
| 1:               | 1                                                        | Maria Kirner                                             |
| 1:               | 2                                                        | Colette Lise                                             |
| 1:               | 3                                                        | Nicola Smith                                             |

| Kategoria Juniorów | Kategoria Juniorów                                   | Kategoria Juniorów                                   |
| Lp                 | M                                                    | Zawodnik                                             |
| ------------------ | ---------------------------------------------------- | ---------------------------------------------------- |
| 5:                 | 2000, 13–15 kwietnia, Ateny, (Grecja), 20 zawodników | 2000, 13–15 kwietnia, Ateny, (Grecja), 20 zawodników |
| 5:                 | 1                                                    | Miltos Karamanlis                                    |
| 5:                 | 2                                                    | Andreas Gloyer                                       |
| 5:                 | 3                                                    | Lai Wai Kit                                          |